# Masoveria del castell de Montesquiu
La Masoveria del castell de Montesquiu és una masoveria de Montesquiu (Osona) inclosa a l'Inventari del Patrimoni Arquitectònic de Catalunya. A principis del segle XXI és un centre cultural d'informació del Castell de Montesquiu.

## Descripció
Casa de planta quadrada amb la façana orientada al sud. Consta de planta baixa, un pis i golfes. La teulada és de teula àrab a quatre vessants. Al cos original hi han estat afegits dos volums més al costat de llevant, un dels quals és un doble novell de galeries i escales, totes elles de fusta avui molt malmesa. A la planta baixa hi trobem alguns magatzems i a través d'ella s'accedeix al jardí del castell. El primer pis és el que alberga la biblioteca de lectura com alguns despatxos, i una petita residència del guarda.

## Història
Aquest edifici, conegut amb diversos noms, va ser concebut originàriament com masoveria dels masovers del castell de Montesquiu,i va ser construït a inicis del segle xix possiblement per la família Safont de Vic, propietaris del castell. Al passar a la família Juncadella, continuaria essent masoveria, i al passar a la Diputació de Barcelona ha esdevingut un element més dins dels serveis del Parc Comarcal del Ripollès. Tot i que caldria una restauració d'algunes de les seves parts, hom utilitza des de fa poc temps com a seu de la biblioteca del parc, la qual compta amb uns 1500 títols. El seu futur està estretament lligat al del castell i parc.